# Вальдбург (Верхняя Австрия)
Вальдбург (нем. Waldburg (Oberösterreich)) — коммуна (нем. Gemeinde) в Австрии, в федеральной земле Верхняя Австрия. 
Входит в состав округа Фрайштадт.  Население составляет 1376 человек (на 31 декабря 2005 года). Занимает площадь 27 км². Официальный код  —  40623.

## Политическая ситуация
Бургомистр коммуны — Михель Хиртль (АНП) по результатам выборов 2003 года.